# Libelloides longicornis
Libelloides longicornis is een insect uit de familie van de vlinderhaften (Ascalaphidae).
De wetenschappelijke naam is gepubliceerd door Linnaeus in 1764.